# Eugène Anselme Sébastien Léon Desmarest
Eugène Anselme Sébastien Léon Desmarest (1816-1889) foi um zoólogo e entomólogo francês, filho de Anselme Gaëtan Desmarest (1734-1838).

## Trabalhos
- Sixième ordre. Hyménoptères. In: Chenu, J.C., Encyclopédie d'histoire naturelle ou traité complet de cette science d'après les travaux des naturalistes les plus éminents de touts les pays et de toutes des époques. Marescq et Compagnie, Paris. v.18, p. 123-181 (1860).
- Reptiles et poissons. In: J. G. Chenu. Encyclopédie d'histoire naturelle; ou, Traité complet de cette science d'après les travaux des naturalistes les plus éeminents de toutes les époques, etc.... par le Dr. Chenu. Encyclopédie d'histoire naturelle v. 19, p. 1-360 + 1-62 (1874)